# Dąbrowa (Pogórze Wiśnickie)
Dąbrowa (potocznie Wilkówka) – częściowo zalesione wzniesienie o wysokości 409 m n.p.m. na Pogórzu Wiśnickim na pograniczu dwóch wsi, Jaworska i Łysej Góry. Wraz z sąsiednimi wzgórzami tworzy wyniosły garb który ciągnie się od doliny rzeki Uszwica na zachodzie do Panieńskiej Góry na wschodzie. Z odsłoniętych stoków roztacza się widok na Kotlinę Sandomierską, Pogórze Wiśnickie i Rożnowskie, Beskid Wyspowy, Sądecki, a przy dobrej widoczności także Tatry.
Szlaki turystyczne:
 – z Biadolin Szlacheckich przez Dębno, wzgórze Chocholec-Łysa Góra (378 m n.p.m.), wzgórze Dąbrowa, miejscowość Jaworsko, wzgórze Wolnica (408 m n.p.m.), wzgórze Zamczysko do Melsztyna.
 – z Wojnicza przez miejscowość Grabno na wzgórze Dąbrowa (409 m n.p.m.).